# Pumped Gabo
Pumped Gabo (született Szabó Gábor, 1995. december 8.  –) testépítő, volt pornószínész, influenszer, televíziós realityk szereplője.

## Életpályája
A 2015-ös Balaton Sound elektronikus zenei fesztivált követően robbant be a magyar köztudatba, ahol a fitneszbajnokság két versenyszámában is negyedik lett. Az itt bemutatott „gyúrós táncot” példaképétől, a Zyzz művésznéven ismertté vált orosz származású, ausztrál testépítőtől, Aziz Shavershiantól vette át, aki 2011-ben hunyt el szívrohamban. Kezdetben modellkedett, később – a jobb megélhetés reményében – melegeknek szóló szexvideókban is szerepelt, amit később megbánt. 2012-ben kezdett el testépítéssel foglalkozni, s bár kezdetben a célja csupán az volt, hogy felhívja magára a lányok figyelmét, fokozatosan az „aesthetic” életstílus követőjévé vált.
Hirtelen feltűnése után szerepet kapott egy UPC-reklámban, majd 2015 őszén feltűnt a TV2 televíziós csatorna Ezek megőrültek! című vetélkedőműsorában, az Irigy Hónaljmirigy könnyűzenei együttes tagjának, Kabai Lászlónak és Gáspár Evelinnek a csapattársaként. A Viasat 3 Észbontók című kifordított kvízműsorában előbb a „kanapén ülő észbontóként” (2015), majd négy évvel később, 2019-ben már a stúdióból a „kanapén ülő észbontók” válaszait tippelve vett részt.
Közel egy év kihagyás után az RTL Klub tette igazán híressé (2016), amikor a Nyerő Páros című összeköltözős valóságshow-ba bevállogatták akkori barátnőjével, Sebestyén Ágival, majd ezt követte a Gyertek át! sztárvetélkedő és a Playback Párbaj. A rákövetkező évben jött a már csakis róla szóló – két évados – trashreality, a Pumpedék és a Pumpedék – Bikiniszezon (második évad) az RTL Spike-on (2017), melyről a HVG című hetilap kulturális rovata úgy fogalmazott, hogy: „sorozat, amely meg sem próbálja szépíteni 2017 hazai valóságát a huszonévesek szemszögéből.” Szerepelt az RTL Celeb vagyok, ments ki innen! ötödik évadában is, ahol a finalisták között végzett.
2018-ban, a TV2 csatorna által gyártott A nagy duett című show műsor hatodik évadában Marcellinával közösen Oroszlán Szonja Tépj szét című dalát dolgozták fel (a második adásban), de a közönség szavazatai alapján kiestek. 2019-ben – egy évad erejéig – szerepelt az MTV Jersey Shore című valóságshow-jának lengyel változatában, a Varsó Shore-ban, 2021-ben pedig részt vett az amerikai MTV The Challenge című reality műsorban, de előtte még feltűnt a LifeTV-n futó Vacsorakirály című főzőműsorban és a TV2 saját gyártású sorozatának, a Doktor Balaton ötödik epizódjában.
2025-ben a TV2 kalandrealityjében, a Farm VIP 5. évadában tűnt fel ismét, mint a Sárgák csapatának tagja.